# Bryconexodon trombetasi
Bryconexodon trombetasi är en fiskart som beskrevs av Jégu, Santos och Ferreira, 1991. Bryconexodon trombetasi ingår i släktet Bryconexodon och familjen Characidae. Inga underarter finns listade.